# إغيل نومعراض (آيت عبد الله)
إغيل نومعراض هو دُوَّار يقع بجماعة تامدا نومرسيد، إقليم أزيلال، جهة بني ملال خنيفرة في المملكة المغربية. ينتمي الدوّار لمشيخة آيت عبد الله التي تضم دوارين. يقدر عدد سكانه بـ 2218 نسمة حسب الإحصاء الرسمي للسكان والسكنى لسنة 2004.

## روابط خارجية
- البوابة الوطنية للجماعات الترابية
- المندوبية السامية للتخطيط